# Tooth & Nail Records
La Tooth & Nail Records è una etichetta discografica cristiana fondata da Brandon Ebel in California nel novembre 1993. In seguito la sede dell'etichetta è stata spostata a Seattle, dove si trova ancora oggi. La Tooth & Nail ha pubblicato album di molti noti artisti rock, tra cui Underoath, Emery, Hawk Nelson, Thousand Foot Krutch, FM Static, Family Force 5, The Classic Crime  e The Almost.
Il primo album pubblicato dall'etichetta è stato Pet the Fish dei Wish For Eden, prodotto da Michael Knott e che doveva inizialmente essere pubblicato dall'etichetta Blonde Vinyl. Le successive pubblicazioni di lavori di The Juliana Theory, MxPx e Starflyer 59 contribuirono a far conoscere il nome dell'etichetta nell'ambiente christian rock. Prima di fondare la Tooth & Nail Ebel aveva già lavorato con l'etichetta cristiana Frontline. Tuttavia l'etichetta respinge la definizione di etichetta cristiana: Ebel ha dichiarato di dare la possibilità ad artisti cristiani di esprimere la propria arte. A dimostrazione di ciò, alcuni artisti sono stati messi sotto contratto con la piena consapevolezza che l'etichetta ci avrebbe perso soldi.
|logo=
|forma societaria=
La Tooth & Nail si è trovata spesso sotto i riflettori, grazie alle copertine di magazine come Alternative Press, e ha ricevuto visibilità su MTV e Fuse. Molte delle band dell'etichetta sono state headliner di tour come Rockstar Taste of Chaos Tour e Vans Warped Tour.

## Vendite
Cinque delle pubblicazioni della Tooth & Nail hanno ricevuto la certificazione di disco d'oro dalla RIAA, avendo venduto 500.000 o più copie. Uno degli album di maggior successo dell'etichetta è Define the Great Line degli Underoath, che ha debuttato al #2 della Billboard 200 nel 2006.

## Struttura
La Tooth & Nail possiede molte etichette sussidiarie, ognuna specializzata in un particolare genere musicale:
- BEC Recordings: si occupa principalmente di band rock commerciale come Kutless e Jeremy Camp, con alcune eccezioni, come gli artisti hip hop KJ-52 w Manafest).
- Solid State Records: distribuisce metal e hardcore[2] di artisti come Demon Hunter, Haste the Day e Underoath.
- Uprok Records: era una etichetta hip hop che distribuiva artisti come ILL Harmonics e KJ-52. L'etichetta è ora sciolta, tuttavia gli album hip hop distribuiti dalla BEC Recordings riportano ancora il logo di questa etichetta
- Plastiq Musiq (fondata da Ronnie Martin dei Joy Electric) inizialmente pubblicava artisti di musica elettronica,[2]. La Tooth & Nail ha distribuito gli album dell'etichetta nel 1998 e nel 1999.

Nel 2002 l'etichetta ha acquistato la Takehold Records, un'etichetta indipendente.
EMI Christian Music Group possiede il 50% della Tooth & Nail.